# Француски парк
Француски парк је парк, који је уређен са геометријском тачношћу и симетријом. То су равни путеви посути песком, орезано грмље са многобројним фонтанама и алејама са цвећем и др.
Почетак француског парка датира се у 16. век у Италији као нпр. палата Пити у Фиренци одакле се преселио у Француску. Врхунац развоја француског парка је дворац Версаја за Луја XIV који је изградио архитекта Андре ле Нотр.
У 18. веку се јавља тзв. Енглески парк који је одступио од тачности обликовања и уређивања паркова и пре је то лепо одржавани предео у првобитним својим облицима. 